# The I Don't Care Girl
The I Don't Care Girl is een Amerikaanse muziekfilm uit 1953 onder regie van Lloyd Bacon. Destijds werd de film in Nederland uitgebracht onder de titel Koningin van het voetlicht.

## Verhaal
De producent George Jessel ontdekt het artiestenduo Eddie McCoy en Eva Tanguay in een restaurant in Indianapolis. De zangers Larry Woods en Charles Bennet krijgen ruzie over Eva en ze belanden allebei in het ziekenhuis. Eddie kan George ervan overtuigen om hen te vervangen door Eva. Daardoor ziet het ernaar uit dat Eddie haar voorgoed kwijt is.

## Rolverdeling
| Acteur         | Personage       |
| -------------- | --------------- |
| Mitzi Gaynor   | Eva Tanguay     |
| David Wayne    | Ed McCoy        |
| Oscar Levant   | Charles Bennett |
| Bob Graham     | Larry Woods     |
| Craig Hill     | Keene           |
| Warren Stevens | Lawrence        |
| Hazel Brooks   | Stella Forrest  |